# Psychoda psilotes
Psychoda psilotes és una espècie d'insecte dípter pertanyent a la família dels psicòdids que es troba a Centreamèrica: Nicaragua (el departament de Río San Juan) i Costa Rica (les províncies d'Heredia i Limón).